# 49 Belgrave Square
El Número 49 de Belgrave Square es una casa catalogada de grado II en Belgravia, Londres, Reino Unido. Actualmente aquí funciona la residencia del embajador argentino ante el Reino Unido, desde septiembre de 2020, Javier Esteban Figueroa. La embajada se ubica en el Número 65 de Brook Street.

## Historia

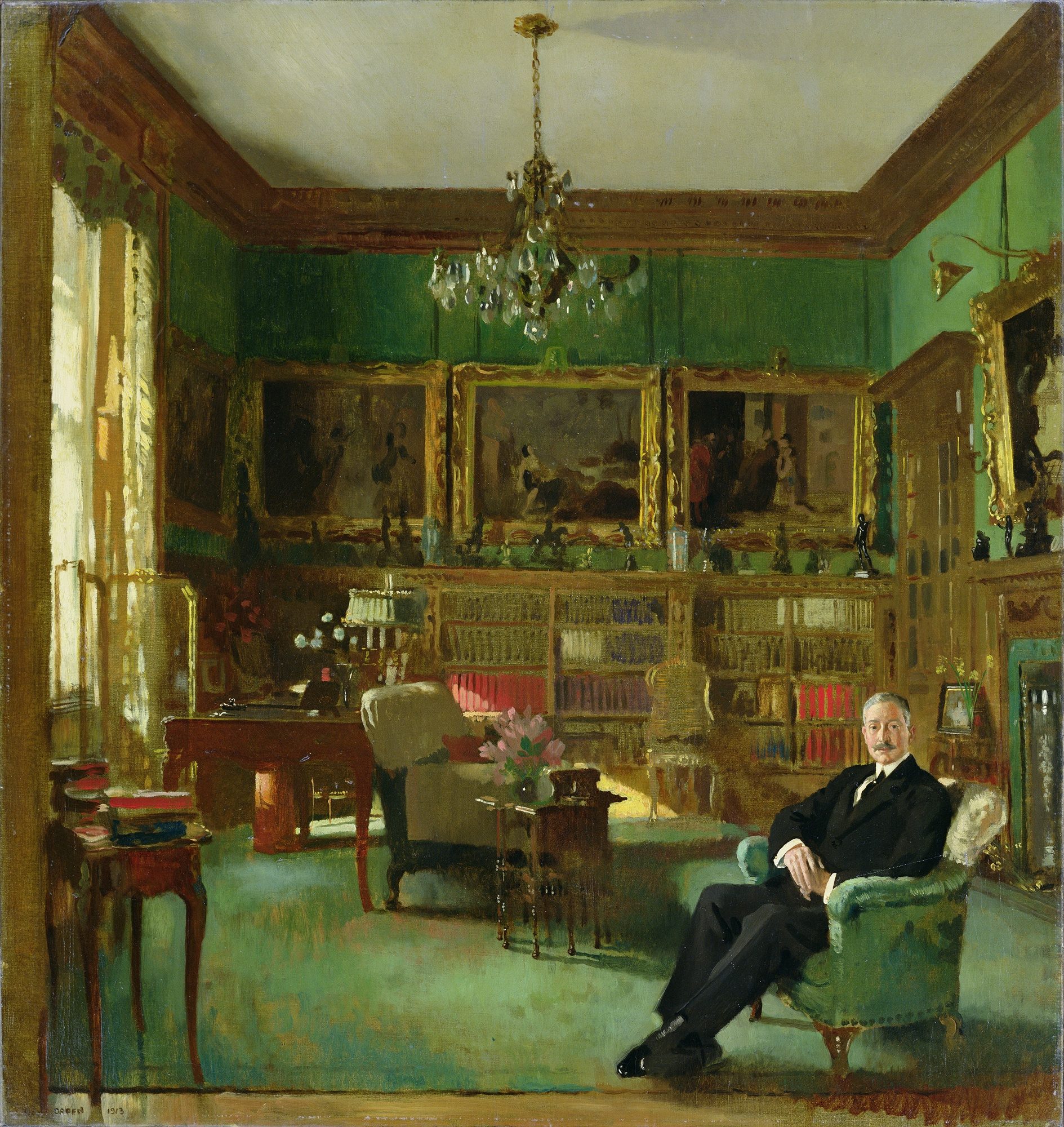
Sir Otto Beit en su estudio en el 49 Belgrave Square.

Fue terminada en 1851, diseñada por Thomas Cubitt. En 1859, Mayhew & Knight construyeron la entrada y añadieron el vestíbulo octogonal.
Era conocido originalmente como el Independent North Mansion.
El primer propietario, Sidney Herbert, primer barón Herbert of Lea, la llamó Belgrave Villa. Su hijo, Sidney Herbert, decimocuarto conde de Pembroke nació allí en 1853.
Después de Herbert, el duque de Richmond vivió aquí.
La casa fue posteriormente adquirida por Alfred Beit, y su hermano Sir Otto Beit la heredó en 1906. Su hijo Sir Alfred Beit, segundo baronet se crio allí y tras la muerte de su padre en 1930 heredó la casa, junto con su gran colección de arte. Se trasladó a Kensington Palace Gardens, y vendió la casa en 1936.
El edificio fue adquirido por Argentina en 1936, y desde entonces ha sido utilizado como residencia oficial de su embajador. Se ha abierto al público una semana al año desde 2006, como parte de Open House London.
En la Segunda Guerra Mundial, la casa se convirtió en un lugar de encuentro y refugio para los argentinos que se ofrecieron como voluntarios en las fuerzas británicas, sobre todo como pilotos.